# Пушкин, Борис Иванович
Бори́с Ива́нович Пу́шкин (ок. 1590 — 1659) — русский дипломат, государственный деятель, окольничий.

## Биография
Сын думного дворянина Ивана Михаийловича Большого Пушкина.
Был в небольшом числе лиц, которые девять лет пробыли в плену в Польше (1610—19) вместе с патриархом Филаретом, но это не отразилось на его карьере, и чин окольничего он получил много лет спустя после возвращения из плена за удачно выполненное посольство в Швецию.
В 1632—33 годах возглавлял «Великое Посольство» в Швецию, в 1644—45 — пристав при датском посольстве принца Вальдемара, в 1649 году — посол в Швеции.
В 1630—1636 годах — заместитель главы Разбойного приказа Юрия Сулешева, в 1636—1640 годах был на весьма выгодном по тогдашним условиям воеводстве в Мангазее, в 1641 году — воевода в Яблонове; а в 1642—1645 годах — вторично заместитель главы Разбойного приказа, на этот раз Юрия Сицкого. С 1646 года — окольничий, в этом же году назначен главой Разбойного приказа и пробыл им до 1648 года.
В 1651—56 годах — воевода на Двине.